# عبد الله بن عبد الرحمن بن فيصل آل سعود
عبد الله بن عبد الرحمن بن فيصل آل سعود الأخ الأصغر للملك عبد العزيز مؤسس المملكة العربية السعودية. ولد الأمير عبد الله في الكويت سنة 1893 وعاد إلى الرياض مع أبيه سنة 1904 بعد استعادة أخيه عبد العزيز لعاصمتهم الرياض، ولع بالعلم والدراسة حتى لقبه الملك عبد العزيز بـ«عالِم آل سعود وفقيههم» وشارك إلى جانب أخيه في العديد من المعارك كان أولها (معركة هدية) سنة 1910، وشارك في فتح الأحساء ومعارك الحجاز وتوفي في مستشفى الملك فيصل التخصصي بالرياض في نوفمبر 1976.

## مشاركته في معارك توحيد المملكة
تمتد المرحلة الزمنية التي شارك فيها الأمير عبد الله بن عبد الرحمن الفيصل في معارك توحيد المملكة مع شقيقه الملك عبد العزيز بين عامي 1328 هـ و1348 هـ، ويذكر الباحث سليمان الحديثي في كتابه (الأمير عبد الله بن عبد الرحمن الفيصل آل سعود: سيرة تاريخية وثائقية) أن مشاركة الأمير التي تغطي فترة عشرين سنة تنقسم إلى معارك حضرها ولم يشارك فيها لصغر سنه وكان الغرض من حضوره اكتساب الخبرة والمعرفة كمعركتي (هدية) و (الحريق) وكان عمره حينها إثنا عشر عامًا، كما شارك في معارك الملك عبد العزيز على بعض القبائل في نجد كمعركة (العظيم والمكحول)، وفي معركة أخرى جنوب الأحساء تسمى مغزا (أبو ليلة). وهناك معارك شارك فيها مقاتلًا ضمن جيش أخيه الملك، إلى جانب قسم ثالث من المعارك والحملات التي تولى قيادتها نفسه أو شارك في قيادتها.
ومن المعارك التي حضرها الأمير عبد الله معركة الأحساء عام 1331 هـ ضد العثمانيين ولم يشارك فيها فعليًا، وأسفرت المعركة عن دخول الأحساء تحت حكم الملك عبد العزيز، وفي عام 1333 هـ حضر معركة (جراب) ضد الأمير سعود بن عبد العزيز الرشيد، وانتهت بانتصار جزئي لابن رشيد وقُتل الضابط البريطاني شكسبير الذي التقط أولى الصور المعروفة للأمير عبد الله. وفي نفس السنة شارك في معركة (كنزان) في محافظة الأحساء التي قادها الملك عبد العزيز بنفسه وأصيب فيها وقُتل أخيه الأمير سعد الأول بن عبد الرحمن، وكان سن الأمير عبد الله في هاتين المعركتين قد تجاوز السادسة عشرة من العمر، ويحتمل أنه قاتل فيهما.
كما شارك في حصار جدة عام 1343 هـ، وفي معركة السبلة مع الإخوان عام 1347 هـ، ثم شارك في مغزا (الدبدبة) شرق الصمان الذي قاده الملك عبد العزيز عام 1348 هـ للقضاء على بقايا المتمردين على حكمه من الإخوان.

## مستشار الملك
ورد في بعض المصادر أن الأمير عبد الله كان مستشارًا للملك عبد العزيز، وذكر محمد المانع أنه عضو بارز في الشعبة السياسية في الديوان الملكي، كما ذكر الزركلي أنه «مستشاره الدائم»، أما إبراهيم آل خميّس فذكر عددًا من مستشاري الشعبة السياسية: عبد الله الدملوجي، وموفق الآلوسي، وحافظ وهبة، ويوسف ياسين، ورشدي ملحس، وفؤاد حمزة، وخالد أبو الوليد القرقني، وبشير السعداوي، وذكر أن هؤلاء المستشارين برئاسة الأمير عبد الله. ويذكر منير العجلاني أن فيلبي في كتبه وصفه بكبير مستشاري الملك عبد العزيز، وسأل العجلاني الأمير عبد الله عن صحة ذلك فأجابه: «أنا لم أعين رسميًا مستشارًا للملك عبد العزيز، ولا في أية وظيفة، ولم أرغب في شيء من ذلك قط».

## مدرسة أبناء الأمير عبد الله بن عبد الرحمن
أنشأها الأمير عبد الله بغرض تعليم أبنائه، وكان تأسيسها في بداية محرم من عام 1359 هـ، وكانت من أبرز المدارس الخاصة بمدينة الرياض، وتسمى مدرسة قصر سلام، وأيضاً مدرسة العائلة، يقول عبد الله فيلبي في هذا الشأن: «وكذلك الأمير بن عبد الرحمن آل سعود ببناء مدرسة العائلة في الرياض»، وكان موقعها في نخل الأمير عبد الله في حي سلام في مبنى مستقل بجوار المزرعة، وأول من قام بالتعليم فيها الأستاذ عثمان بن ناصر الصالح في غرة محرم من عام 1359 هـ، واستمر بها حتى تاريخ الأول من شهر ذي القعدة من عام 1365 هـ، ثم جاء بعده عبد الكريم الجهيمان الذي قام بإدارة المدرسة والتعليم فيها اعتبارًا من تاريخ 15 صفر 1365 هـ، واستمر حتى تاريخ 30 ذو القعدة 1370 هـ، وكان أبناء الأمير عبد الله بن عبد الرحمن قد سبق تعليمهم في مدرسة الأمراء، حتى أن الأمير يزيد والأمير عبد الرحمن قد ختما القرآن الكريم في هذه المدرسة؛ فقد قال أحمد الكاظمي بهذا الشأن:«ختم في المدرسة الأمراء يزيد وعبد الرحمن، وقد أُجري لهم احتفال، ثم أخبر بذلك الشيخ عبد الله الملك عبد العزيز في خطابٍ أرسله مع الأمير مساعد، وأخبر آباء الخاتمين الأمير عبد الله والأمير محمد بن عبد الله والأمير سعود بن عبد الله».

## أسرته

### زوجاته
- الأميرة نورة بنت فيصل بن سعد بن سعود آل سعود. والدة الأمير فيصل، والأميرة حصة.
- الأميرة سكينة بنت متعب بن عبد العزيز الرشيد. والدة الأميرة جوزاء، الأميرة موضي، الأمير يزيد، الأمير عبد الرحمن، الأميرة نورة، والأميرة الجوهرة.
- الأميرة بنية بنت سعود بن عبد العزيز الرشيد. والدة الأمير فهد، الأمير سعد، الأمير مصعب، الأميرة مشاعل، الأمير سعود، والأمير نايف.
- الأميرة شاهة بنت عوجان بن مسلم أبوثنين السبيعي. والدة الأميرة شيخة.
- الأميرة نورة بنت عبد الله بن حسن آل الشيخ. والدة الأمير تركي.
- الأميرة شاهة بنت عبد المحسن بن مهنا الخزر الخالدي.
- الأميرة لجعة بنت خالد بن فيصل بن حثلين. والدة الأميرة طرفة.
- الأميرة نورة بنت فيصل بن خالد آل حشر القحطاني. والدة الأميرة سارة.
- الأميرة نورة بنت فهد آل مهنا أبا الخيل. والدة الأمير محمد، الأمير خالد، الأميرة العنود، الأميرة لطيفة، والأمير بندر.
- الأميرة سعاد بركات (متوفاة؛ وري جثمانها الثرى يوم الإثنين الموافق 20 شعبان 1441 هـ في الرياض).[9] والدة الأمير فواز، الأمير عبد المحسن، الأمير سلمان، الأميرة منيرة، والأميرة نوف.
- الأميرة رباب بنت حسن بن عبد الله الرزبهاني. والدة الأمير منصور، الأمير سلطان، الأمير بدر، والأمير عبد العزيز.
- الأميرة الجازي بنت فراج بن مرزوق بن فراج ابن شبلان المطيري.
- الأميرة نورة بنت ضيدان بن فراج أبوثنين السبيعي.

### أبناؤه
- الأمير فيصل بن عبد الله بن عبد الرحمن آل سعود (متوفى). متزوج من الأميرة موضي بنت سعود بن عبد العزيز آل سعود وله من الأبناء الأمير متعب، الأميرة مها، الأمير خالد (متزوج من الأميرة الجوهرة بنت عبد الله بن خالد بن عبد العزيز آل سعود وله من الأبناء الأمير تركي، والأمير فهد)، الأميرة الجوهرة (متزوجة من الأمير سعود الفيصل بن عبد العزيز آل سعود)، والأميرة نورة.
- الأمير يزيد بن عبد الله بن عبد الرحمن آل سعود (متوفى). متزوج من الأميرة نورة (الثانية) بنت عبد العزيز آل سعود وله من الأبناء الأمير خالد، الأمير فيصل (له كريمة متزوجة من الأمير بدر بن خالد بن عبد الله بن عبد العزيز بن عبد الله آل سعود)[10]، الأميرة ابتسام (متزوجة من الأمير منصور بن متعب بن عبد العزيز آل سعود)، الأميرة غادة (متزوجة من الأمير مشهور بن مساعد بن عبد العزيز آل سعود)، الأميرة أضواء (متزوجة من الأمير خالد بن فهد بن عبد العزيز آل سعود)، والأميرة سكينة.

- الأمير عبد الرحمن بن عبد الله بن عبد الرحمن آل سعود (متوفى).[11] كان متزوج من الأميرة لطيفة بنت عبد العزيز آل سعود، ثم تزوج من الأميرة نورة بنت مساعد بن عبد الرحمن آل سعود وله من الأبناء الأمير فيصل، الأمير خالد، الأمير تركي (له كريمة متزوجة من الأمير مشهور بن عبد الله بن عبد العزيز آل سعود ولها من الأبناء الأمير تركي)، الأميرة سكينة، الأميرة سارة، والأميرة منيرة.

- الأمير محمد بن عبد الله بن عبد الرحمن آل سعود (متوفى). متزوج من الأميرة جواهر بنت عبد العزيز آل سعود وله من الأبناء الأمير نواف، الأمير تركي، الأميرة مضاوي (متزوجة من الأمير فيصل بن سلطان بن عبد العزيز آل سعود)[12]، الأميرة سارة، الأمير خالد، والأمير فهد (متزوج من الأميرة صبا بنت متعب بن عبد الله بن عبد العزيز آل سعود).
- الأمير خالد بن عبد الله بن عبد الرحمن آل سعود (متوفى). متزوج من الأميرة الجوهرة (الثانية) بنت عبد العزيز آل سعود وله من الأبناء الأمير فهد، الأميرة فدوى، الأمير سلمان، الأمير سعود، الأمير أحمد، الأميرة نوف، والأميرة فهدة.
- الأمير فهد بن عبد الله بن عبد الرحمن آل سعود (متوفى). متزوج من الأميرة مشاعل بنت عبد العزيز آل سعود، ثم تزوج من الأميرة نورة بنت محمد بن عبد العزيز آل سعود وله من الأبناء الأميرة مها، الأميرة بنية (متزوجة من الأمير سعود بن عبد المحسن بن عبد العزيز آل سعود)، الأمير سلطان (متزوج من الأميرة سارة بنت فيصل بن بندر بن عبد العزيز آل سعود)، الأمير متعب، الأمير تركي، الأمير نايف، الأمير عبد العزيز، والأميرة ريم.
- الأمير سعد بن عبد الله بن عبد الرحمن آل سعود (توفي يوم الإثنين 9 صفر 1436 هـ الموافق 1 ديسمبر 2014).[11] متزوج من الأميرة نورة بنت سعد بن عبد العزيز آل سعود وله من الأبناء الأميرة منال، الأمير فيصل له الأبناء ( الأميرة موضي، الأميرة العنود ( متزوجة من الأمير خالد بن سلطان بن فيصل بن تركي آل سعود وأنجبت الأميرة منيرة، والأمير عبدالعزيز)[13]، الأمير نواف( متزوج من الاميرة نورة بنت مشعل بن عبدالعزيز بن عبدالرحمن ) وله من الابناء الأمير سعد ،الأمير مشعل ، الأميرة عليا ، الاميرة منيرة ، والأميرة سلمى) الأمير بندر (متزوج من الأميرة نوف بنت عبد الله بن خالد بن بن تركي بن عبدالعزيز آل سعود وله من الأبناء الأمير نايف، الأمير أحمد، الامير طلال، والأميرة نورة)، الأمير محمد متزوج من الأميرة نوف بنت بدر بن جلوي آل سعود وله من الأبناء الامير فيصل ، الأميرة مضاوي متزوجة من الأمير خالد بن سعد بن محمد آل سعود ، والأميرة لولوة.
- الأمير مصعب بن عبد الله بن عبد الرحمن آل سعود (متوفى).
- الأمير سعود بن عبد الله بن عبد الرحمن آل سعود. (توفى يوم الأربعاء 10 ذي الحجة 1444هـ الموافق 28 يونيو 2023م).[14] متزوج من الأميرة الجوهرة بنت مساعد بن عبد العزيز آل سعود وله من الأبناء الأمير خالد، الأميرة مشاعل، الأميرة نورة، والأميرة مضاوي (متزوجة من الأمير فيصل بن نواف بن عبد العزيز آل سعود).
- الأمير بندر بن عبد الله بن عبد الرحمن آل سعود. متزوج من الأميرة الجوهرة بنت فهد بن تركي السديري وله من الأبناء الأميرة رواء، الأمير عبد الله (متزوج من كريمة الشيخ عبد الله بن سعد الراشد[15]، ومتزوج من الأميرة نوف بنت فواز بن عبد الله بن عبد الرحمن آل سعود)[16]، الأمير سلمان، الأميرة نورة، الأميرة مها، والأمير محمد (متزوج من كريمة الأمير فواز بن ناصر بن فهد بن فيصل الفرحان آل سعود).[17]
- الأمير تركي بن عبد الله بن عبد الرحمن آل سعود. متزوج من الأميرة فهدة بنت عبد الله بن محمد آل سعود (ابنة الأميرة نوف بنت عبد العزيز آل سعود) وله من الأبناء الأميرة سارة، الأمير محمد (متزوج من الأميرة نورة بنت محمد بن فهد بن عبد العزيز آل سعود وله من البنات الأميرة العنود، والأميرة فهدة)، الأمير نايف (متزوج من الأميرة لولوة بنت محمد بن نايف بن عبد العزيز آل سعود وله من الأبناء الأمير تركي)[18]، الأميرة الجوهرة، الأمير فيصل، والأمير ماجد (متزوج من كريمة الأمير عبد الله بن سلمان بن محمد بن سعود آل سعود).[19]
- الأمير مساعد بن عبد الله بن عبد الرحمن آل سعود (متوفى). وله من الأبناء الأمير بدر، الأمير نايف، والأميرة نوف.
- الأمير نايف بن عبد الله بن عبد الرحمن آل سعود (متوفى). متزوج من الأميرة بزة بنت بندر بن عبد العزيز آل سعود وله من الأبناء الأمير عبد الله (متزوج من كريمة الشيخ فيصل العنقري)[20]، الأميرة نوف، الأمير محمد، والأميرة نورة.
- الأمير منصور بن عبد الله بن عبد الرحمن آل سعود. متزوج من الأميرة مضاوي بنت بدر بن عبد العزيز آل سعود وله من البنات الأميرة نجلاء، والأميرة منيرة.
- الأمير سلطان بن عبد الله بن عبد الرحمن آل سعود (توفي في ديسمبر 2004).[21] متزوج من الأميرة نورة بنت بندر بن عبد العزيز آل سعود وله من الأبناء الأميرة جوزاء، الأميرة مشاعل، الأميرة سارة، الأميرة جواهر، الأمير عبد الله، والأمير منصور.

- الأمير بدر بن عبد الله بن عبد الرحمن آل سعود. متزوج من الأميرة خلود بنت عبد المحسن بن سعود بن عبد العزيز آل سعود وله من الأبناء الأميرة ديمة، الأميرة سارة، الأمير مساعد، والأمير خالد. له كريمة متزوجة من الأمير تركي بن عبد الله بن خالد بن تركي بن عبد العزيز آل سعود.[22]

- الأمير فواز بن عبد الله بن عبد الرحمن آل سعود. متزوج من الأميرة منى بنت سعد بن فهد بن سعد الأول بن عبد الرحمن آل سعود (ابنة الأميرة الجوهرة الفيصل بن عبد العزيز آل سعود) وله من الأبناء الأميرة منيرة (متزوجة من الأمير سعود بن نهار بن سعود بن عبد العزيز آل سعود)، الأميرة نوف (متزوجة من الأمير عبد الله بن بندر بن عبد الله بن عبد الرحمن آل سعود)[16]، الأميرة عبير، الأمير فيصل، الأمير سعود، والأميرة أمل.
- الأمير أحمد بن عبد الله بن عبد الرحمن آل سعود (محافظ الدرعية سابقًا).[23] متزوج من الأميرة مشاعل بنت عبد الإله بن عبد العزيز آل سعود وله من الأبناء الأمير مصعب (متزوج من كريمة الأمير خالد بن مشعل بن سعود بن عبد العزيز آل سعود)[24]، الأميرة هالة، الأميرة لمى (كانت متزوجة من الأمير بدر بن عبد الله بن عبد العزيز آل سعود)[25]، والأمير عبد العزيز.
- الأمير عبد العزيز بن عبد الله بن عبد الرحمن آل سعود. متزوج من الأميرة الجوهرة بنت متعب بن عبد العزيز آل سعود وله من الأبناء الأمير عبد الله، الأميرة مها، الأمير سلطان، والأمير سعود.
- الأمير عبد المحسن بن عبد الله بن عبد الرحمن آل سعود. وله من الأبناء الأمير فهد، الأميرة ريما، والأمير عبد الله.
- الأمير سلمان بن عبد الله بن عبد الرحمن آل سعود. متزوج من الأميرة مشاعل بنت مساعد بن عبد العزيز آل سعود وله من الأبناء الأميرة الجوهرة، الأميرة العنود، الأمير عبد الله، والأميرة هيفاء. له كريمة متزوجة من الأمير خالد بن محمد بن سعود بن خالد آل سعود[26]، وله كريمة متزوجة من الأمير فيصل بن بندر بن مساعد بن عبد العزيز آل سعود.[27]
- الأمير الحسن بن عبد الله بن عبد الرحمن آل سعود (متوفى).

### بناته
- الأميرة طرفة بنت عبد الله بن عبد الرحمن آل سعود (توفيت عن عمر يناهز 80 عامًا إثر مرض عانت منه، وصلي عليها بعد ظهر الثلاثاء الموافق 14 صفر 1422 هـ في جامع الإمام تركي بن عبد الله في الرياض).[28] كانت متزوجة من الأمير منصور بن عبد العزيز آل سعود، ثم تزوجت من الملك خالد بن عبد العزيز آل سعود.
- الأميرة حصة بنت عبد الله بن عبد الرحمن آل سعود (توفيت في 15 يوليو 2023) كانت متزوجة من الملك عبد الله بن عبد العزيز آل سعود وأنجبت منه الأمير متعب الأول (توفي صغيرًا).
- الأميرة جوزاء بنت عبد الله بن عبد الرحمن آل سعود (متوفاة). متزوجة من الملك فهد بن عبد العزيز آل سعود.
- الأميرة موضي بنت عبد الله بن عبد الرحمن آل سعود (توفيت في 29 ديسمبر 2012 عن عمر يناهز 84 عامًا، وصلي عليها في جامع الإمام تركي بن عبد الله في الرياض).[29] متزوجة من الأمير سعود بن ناصر بن عبد العزيز آل سعود ولها من الأبناء الأميرة سكينة، الأمير خالد، الأميرة غادة، الأميرة منى، الأمير عبد العزيز، والأميرة سارة.
- الأميرة نورة بنت عبد الله بن عبد الرحمن آل سعود. متزوجة من الأمير تركي الثاني بن عبد العزيز آل سعود ولها من الأبناء الأميرة عبير، الأميرة الجوهرة، الأمير خالد، الأمير فهد، الأمير فيصل، الأمير سلطان، والأميرة ديمة.
- الأميرة الجوهرة بنت عبد الله بن عبد الرحمن آل سعود. متزوجة من الأمير بندر بن محمد بن عبد العزيز آل سعود ولها من الأبناء الأمير خالد، الأميرة نوف، الأميرة العنود، الأميرة نورة، الأمير عبد العزيز، والأمير محمد.
- الأميرة العنود بنت عبد الله بن عبد الرحمن آل سعود. متزوجة من الأمير فيصل بن سعود بن عبد العزيز آل سعود ولها من البنات الأميرة أمل، الأميرة عبير، الأميرة الجوهرة، والأميرة مشاعل.
- الأميرة سارة بنت عبد الله بن عبد الرحمن آل سعود. متزوجة من الأمير خالد بن ناصر بن عبد العزيز آل سعود ولها من الأبناء الأمير فيصل.
- الأميرة مشاعل بن عبد الله بنت عبد الرحمن آل سعود.
- الأميرة لطيفة بنت عبد الله بنت عبد الرحمن آل سعود. متزوجة من محمد آل مهنا أبا الخيل ولها من البنات نورة.
- الأميرة شيخة بنت عبد الله بنت عبد الرحمن آل سعود. متزوجة من الأمير سطام بن عبد العزيز آل سعود ولها من الأبناء الأميرة هالة، الأمير عبد العزيز، الأميرة نجلاء، والأمير فيصل.
- الأميرة منيرة بنت عبد الله بن عبد الرحمن آل سعود.
- الأميرة نوف بنت عبد الله بن عبد الرحمن آل سعود. متزوجة من الأمير عبد العزيز بن سلمان بن محمد بن سعود آل سعود ولها من الأبناء الأميرة جواهر، الأمير سلمان، الأميرة سارة، الأميرة العنود، الأمير محمد، والأمير سعود.

## مكتبة الأمير الخاصة
تعتبر مكتبته من أغنى المكتبات الخاصة وأكثرها تنوعًا؛ إذ تضم عددًا من المصنفات الممتازة، وقد بذل الأمير جهدًا في الحصول عليها عن طريق الشراء والإهداء سواء من عامة الناس أو من أصدقاء الأمير من العلماء والأدباء، فأصبحت مكتبته تحوي (3574) عنوانًا تقع في (6000) مجلد على وجه التقريب، وهي ذات موضوعات متنوعة في الثقافة العامة والقرآن وعلومه، والدين الإسلامي، وأصول الدين، وأصول الفقه، وفقه المعاملات والعقوبات، والسيرة النبوية، وكتب الحديث، وطبقات رجال الحديث، والتفسير، وعلم الاجتماع، والاقتصاد، والتربية واللغة العربية، والزراعة والعلوم الطبية، والشعر، والأدب، والتاريخ وخصوصًا تاريخ المملكة العربية السعودية، والتراجم والحضارة.
بعد وفاة الأمير عبد الله قرر أبناؤه إهداء مكتبته إلى جامعة الإمام محمد بن سعود الإسلامية، وقد سُلمت مكتبته لمندوبي جامعة الإمام عام 1397 هـ، وتضمنت مكتبة المهداة لجامعة الإمام الكثير من المخطوطات والكتب النادرة.